# Республика Корея на летних Олимпийских играх 1964
Республика Корея принимала участие в Летних Олимпийских играх 1964 года в Токио (Япония) в пятый раз за свою историю, и завоевала две серебряные и одну бронзовую медали. Сборная страны состояла из 154 спортсменов (128 мужчин, 26 женщин).

## Медалисты
| Медаль  | Спортсмен    | Вид спорта | Дисциплина                        |
| ------- | ------------ | ---------- | --------------------------------- |
| Серебро | Чон Синджо   | Бокс       | Мужчины, до 54 кг                 |
| Серебро | Чан Чхан Сон | Борьба     | Мужчины, вольная борьба, до 52 кг |
| Бронза  | Ким Ыйтхэ    | Дзюдо      | Мужчины, до 80 кг                 |